# Втрати проросійських сил внаслідок російського вторгнення в Україну (2017)

## Січень
| Кількість | Світлина | Прізвище, ім'я, по батькові, місце проживання | Місце                            | Дата смерті/ смертельного поранення | Обставини смерті                                                                                     |
| --------- | -------- | --- | -------------------------------- | ----------------------------------- | --- |
| 1         |          | Балакай Іван Андрійович, 3 вересня 1961, м. Донецьк                                                                                                   | м. Авдіївка, Авдіївська промзона | 29 січня 2017                       | Командир батальйону бандформування «Восток», ліквідований в ході бойових дій в Авдіївській промзоні. |
| 1         |          | Четвергов Олексій Миколайович, м. Мурманськ | м. Авдіївка, Авдіївська промзона | 30 січня 2017                       | Ліквідований в ході бойових дій в Авдіївській промзоні, в районі «Алмаз».                            |
| 2         |          | Станкевич Дмитро Олександрович («Децл»), 3 березня 1992, м. Верхня Пишма, Свердловська область Чеберов Олександр («Скіф Ульяновський»), м. Ульяновськ | м. Авдіївка, Авдіївська промзона | 31 січня 2017                       | Ліквідовані в ході бойових дій в Авдіївській промзоні.                                               |

## Лютий
| Кількість | Світлина | Прізвище, ім'я, по батькові, місце проживання                    | Місце              | Дата смерті/ смертельного поранення | Обставини смерті |
| --------- | -------- | ---------------------------------------------------------------- | ------------------ | ----------------------------------- | --- |
| 1         |          | Мезовець Юрій Анатолійович («Дог»), м. Донецьк                   | м. Ясинувата       | 1 лютого 2017                       | Вбитий в районі Ясинуватського блок-поста в результаті прямого попадання міни. |
| 1         |          | Анащенко Олег Володимирович («Спец»), 29 серпня 1968,            | м. Луганськ        | 4 лютого 2017                       | Начальник управління т. зв. «Народної міліції ЛНР», вбитий внаслідок підриву автомобіля в центрі Луганська.                                                                                              |
| 4         |          | Сидоров Антон Володимирович(«Консул») невідомий                  | м. Авдіївка        | не пізніше 5 лютого 2017            | Бойовики бандформування «Сомалі», ліквідовані в Авдіївській промзоні не пізніше 5 лютого. Один з них, командир механізованої роти Антон Сидоров вважався особистим охоронцем командира бойовиків «Гіві». |
| 1         |          | Фурсов Сергій Юрійович («Фурс»), м. Харцизьк                     | м. Авдіївка        | 6 лютого 2017                       | Бойовик бандформування «Восток», ліквідований снайпером ЗСУ в районі «Алмаз», Авдіївська промзона |
| 1         |          | Толстих Михайло Сергійович («Гіві»), 19 липня 1980, м. Іловайськ | м. Донецьк         | 8 лютого 2017                       | Ліквідований уранці 8 лютого о 6:12 із реактивного вогнемета «Шмєль» |
| 1         |          | Круогла Олександр, 1992, м. Благовєщенськ                        | околиці м. Донецьк | 13 лютого 2017                      | Ліквідований снайпером. |